# Barão de Almeidinha
Barão de Almeidinha,  é um título nobiliárquico criado por D. Maria II de Portugal, por decreto de 4 de Março de 1840, a favor de José Osório do Amaral Sarmento e Vasconcelos. O título foi elevado a Visconde, por D. Luís I de Portugal, por decreto de 20 de Dezembro de 1885.

## Barão de Almeidinha (1840)

### Titulares
1. José Osório do Amaral Sarmento e Vasconcelos, 1.º Barão de Almeidinha;
2. João Carlos do Amaral Osório e Sousa, 2.º Barão e 1.º Visconde de Almeidinha.